# EXor
Ein EXor oder EX-Lupi-Stern ist ein junger veränderlicher Stern mit Ausbrüchen von bis zu 5 Mag Amplitude bei einer Dauer von Monaten bis zu einem Jahr. Obwohl der Prototyp EX Lupi dieser Sternklasse im Sternbild des Wolfs liegt, wird sie auch als EXor(ionis) genannt, da junge veränderliche Sterne generell als Orion-Veränderliche bezeichnet werden, wie die FUORs (FU-Orionis-Sterne) und die UXORs (UX-Orionis-Sterne).

## Eigenschaften

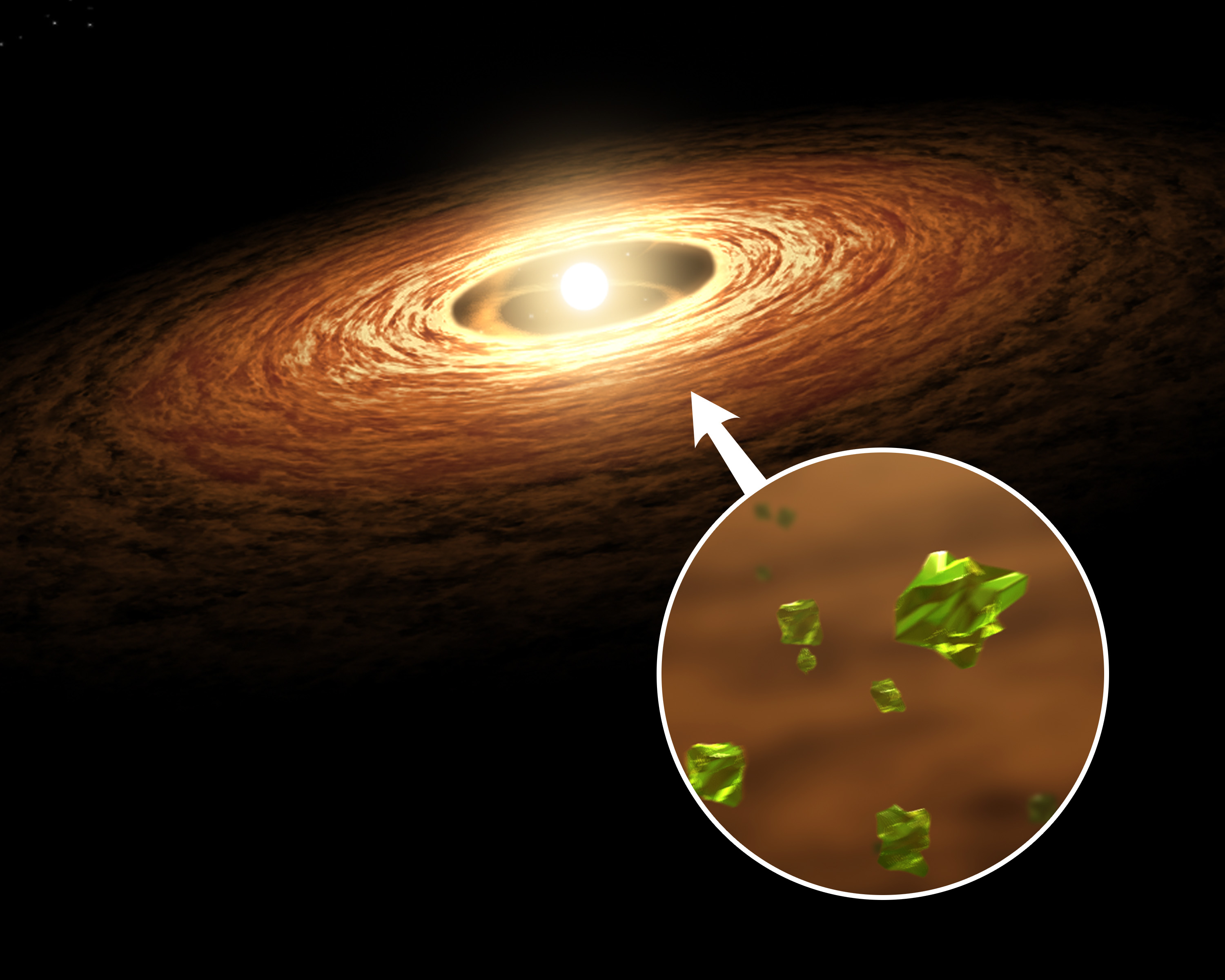
Künstlerische Darstellung der zirkumstellaren Scheibe und des Wachstums von Silikaten um einen veränderlichen EX-Lupi-Stern. Quelle: NASA/JPL-Caltech

Protosterne der Klassen I und II durchlaufen eine T-Tauri-Phase, während der sie zirkumstellares Material über eine Scheibe akkretieren. Dabei strömt Masse durch die Akkretionsscheibe über einen Hotspot auf den Stern. Die veränderliche Akkretionsrate führt zu Helligkeitsschwankungen von bis zu einer 1 Mag auf Zeitskalen von Minuten bis Wochen.
Daneben zeigen die T-Tauri-Sterne auch Ausbrüche von bis zu 5 Mag, die mindestens mehrere Jahrzehnte dauern und als FUORs bezeichnet werden. Eruptionen, bei denen der Stern nach einigen Monaten bis Jahren wieder zu seiner Ruhehelligkeit zurückkehrt, werden als EXors klassifiziert. Ob FUORs und EXORs unterschiedliche Phasen im Lebenszyklus eines Protosterns oder separate Entwicklungswege darstellen, ist nicht bekannt.
Während sowohl die FUORs als auch die EXors starke Emissionslinien zeigen, ist die Akkretionsrate der EXors um zwei Größenordnungen geringer und übersteigt nicht 10−6 Sonnenmassen pro Jahr.

## Spektrum
EXORS zeigen sowohl in der Ruhe- als auch in den Ausbruchsphasen Röntgenstrahlung von einer Schockfront, bei der Material aus der zirkumstellaren Scheibe auf die Photosphäre aufprallt und sich auf mehrere Millionen Grad Kelvin aufheizt.
Die Sterne werden im Optischen und Infraroten blauer während den Eruptionen. Im Optischen erscheinen die Emissionslinien des CaII und HeI zusammen mit den Balmer-Serien mit charakteristischen P-Cygni-Profilen, die auf einen Sternwind hindeuten. Auch im Infraroten kann ein Sternwind mit Abströmgeschwindigkeiten bis zu 300 km/s nachgewiesen werden. Das Spektrum während des Ausbruchs wird überwiegend vom inneren Rand der Akkretionsscheibe erzeugt, der Grenzschicht.
In den Ruhephasen sind EXors K- oder M-Zwerge mit einer bolometrischen Helligkeit von weniger als einer halben Sonnenleuchtkraft, die im Ausbruch auf mehrere Dutzend Sonnenleuchtkräfte ansteigen kann. Der Anstieg der Helligkeit ist steiler als der Abstieg zur Ruhehelligkeit, mit einem Versatz zwischen den Wellenlängen.

## Ursache der Eruptionen
Folgende Hypothesen für die Ausbrüche der EX Lupi-Sterne sind aufgestellt worden:
- thermische Instabilität in der Akkretionsscheibe, wodurch ein verstärkter Fluss von Material aus der Scheibe auf den Stern ausgelöst wird ähnlich dem Eruptionsmodell von Zwergnovae und FU-Orionis-Sternen
- gravitative oder Magnetorotationsinstabilität in der zirkumstellaren Scheibe
- dynamischer Zerfall der Scheibe
- Wechselwirkung der Akkretionsscheibe mit Planeten oder in Doppelsternsystemen.

## Beispiele
- EX Lupi, NY Orionis, V883 Orionis, V1118 Orionis, V2775 Orionis